# 3316 Herzberg
3316 Herzberg eller 1984 CN1 är en asteroid i huvudbältet som upptäcktes den 6 februari 1984 av den amerikanske astronomen Edward L.G. Bowell vid Anderson Mesa Station. Den är uppkallad efter den tyske kemisten och fysikern Gerhard Herzberg.
Asteroiden har en diameter på ungefär 16 kilometer.